# Corigliano Calabro
Corigliano Calabro es un municipio situado en el territorio de la provincia de Cosenza, en Calabria (Italia).

## Demografía
| Gráfica de evolución demográfica de Corigliano Calabro entre 1861 y 2001 |
|                                                                          |
| fuente ISTAT - elaboración gráfica a cargo de Wikipedia                  |

## Celebridades
- Alfonso Roque Albanese, cirujano y anatomista radicado en Argentina.
- Elsa Serrano, diseñadora de moda radicada en Argentina.
- Gennaro Gattuso, exjugador y actual entrenador de fútbol.
- Arturo Lorusso, médico, político y escritor.
- Gino Renni, actor radicado en Argentina.[3]